# Tab (distrikt)
Tab är ett distrikt i Ungern. Det ligger i provinsen Somogy, i den västra delen av landet, 120 km sydväst om huvudstaden Budapest.